# François Ristori
 (mai 2020).
Si vous disposez d'ouvrages ou d'articles de référence ou si vous connaissez des sites web de qualité traitant du thème abordé ici, merci de compléter l'article en donnant les références utiles à sa vérifiabilité et en les liant à la section « Notes et références ».
François Ristori est un peintre français né le 7 mars 1936 à Eu en Seine-Maritime et mort le 27 janvier 2015 à Puteaux.

## Biographie
Il intègre d'abord l'École des Beaux-Arts d'Amiens, qu'il fréquente pendant deux ans, de 1954 à 1956. Au retour de son service militaire effectué en Algérie, il fait trois années d'études supplémentaires aux Beaux-Arts de Paris (1959-1962). Il devient ensuite pensionnaire à la Casa de Velázquez, où il réside jusqu'en 1964.
En 1968, il part pour le Canada en tant que boursier du Conseil des Arts. Son séjour dure six mois.
À l'époque du groupe BMPT (Daniel Buren, Olivier Mosset, Michel Parmentier, Niele Toroni), François Ristori contribue, par ses recherches personnelles, au questionnement radical sur la peinture avec la mise au point d'une méthode de travail qui fonde, aujourd'hui encore, son travail.
En mars 1971, il publie son premier texte-manifeste à compte d'auteur, intitulé Peinture possible.
Voici comment il décrit son travail de 1970-71 :
« Traces-/formes hexagonales s'engendrant les unes les autres, alternativement en bleu, en rouge, en blanc, jusqu'à occuper la totalité d'une surface, obtenues l'une après l'autre, à partir d'un hexagone d'une trame préalablement établie, en intervenant systématiquement sur chacun des côtés, selon une méthode qui consiste à réitérer un même acte-tracé qui s'effectue toujours selon un même processus et suivant des principes déterminés, entre deux points de repère situés près de chaque extrémité de ces côtés, tantôt à l'extérieur tantôt à l'intérieur de l'hexagone.
Le système comporte des combinaisons permettant aux traces-/formes de se montrer de temps à autre à travers des répliques différentielles. »
(ref:Publication à compte d’auteur d’un texte/manifeste Peinture possible, mars 1971)

## Expositions personnelles
- 1971 : Galerie Yvon Lambert, Paris
- 1976 : Galerie Yvon Lambert, Paris - Galerie D, Bruxelles
- 1979 : Le Consortium, « Traces-formes », Dijon
- 1979 : Galerie Yvon Lambert, Paris - Le Coin du Miroir, Dijon
- 1982-1985 : Galerie Yvon Lambert, Paris
- 2000, 2001, 2006 : Galerie Arnaud Lefebvre

## Expositions collectives
- 1969 : Biennale de Paris
- 1972 : Galerie Yvon Lambert : Actualité d'un Bilan
- 1976 : Palais des Beaux-Arts Bruxelles : Installation d'un travail à l'extérieur sur la rotonde
- 1976 : Galerie Yvon Lambert at the Fine Arts Building Gallery, New York
- 1977 : Musée d'Art Moderne de la Ville de Paris, ARC 2 : Le Dessin au travail
- 1979 : Journées d'Art Actuel, Limoges
- 1983-1995 : FRAC Poitou-Charentes, Poitiers, Collection in XXe : Confort Moderne (1995) et 12 ans d'acquisitions d'art contemporain en Poitou-Charentes
- 1988 : Institut Supérieur pour l'Étude du Langage Plastique, Bruxelles (avec la revue :1:0)
- 1993-1994 : FRAC Picardie, Amiens : Acquisitions
- 1997 : FRAC Picardie, Amiens : Au Pied du mur
- 2000 :
  - FRAC Limousin, Limoges : Une Suite décorative, Deuxième Mouvement
  - Galerie Arnaud Lefèbvre
- 2001 : 
  - Musée de Cognac
  - FRAC Poitou-Charentes, Extra-ball
- 2019 : Collection Lambert en Avignon : Un art de notre temps !